# Ferrovia Cremona-Fidenza
La ferrovia Cremona-Fidenza è una linea ferroviaria italiana che unisce la città di Fidenza, in Emilia-Romagna, e Cremona, in Lombardia. Inaugurata nel 1906 a seguito di un'iniziativa privata, l'infrastruttura passò alla gestione statale nel 1912 e venne elettrificata nel 1979, mantenendo sempre un ruolo da ferrovia secondaria a servizio dei traffici regionali.

## Storia

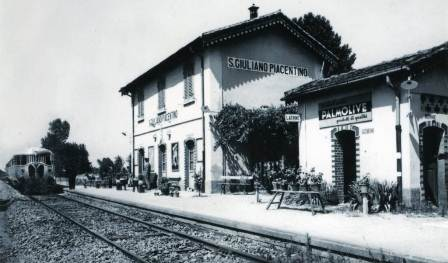
La fermata di San Giuliano Piacentino in una cartolina d'epoca

Il primo progetto per una linea tra Cremona e Borgo San Donnino, com'era allora chiamata la città di Fidenza, risale al 1871, anno in cui fu presentato al Ministero dei lavori pubblici un memoriale relativo alla costruzione di una strada ferrata tra le due località da parte dei comuni ad essa interessati. Nel 1880 un ulteriore progetto, curato dall'ingegner Podestà, presentò una comparazione fra due possibili tracciati, che si differenziavano per il numero di centri potenzialmente serviti e per i vincoli imposti dall'attraversamento del fiume Po.
Nel 1881 il Ministero dei Lavori Pubblici e il Consiglio Superiore dei Lavori Pubblici espressero parere favorevole alla costruzione della ferrovia; il 17 febbraio 1882 fu costituito un Consorzio tra i comuni di Cremona, Castelvetro Piacentino, Villanova sull'Arda, Besenzone, Cortemaggiore, Busseto e Borgo San Donnino per ricercare i finanziamenti necessari e per costruire ed esercitare la linea. La ferrovia fu concessa nel 1883, dopo aver superato le resistenze della città di Parma, che preferiva un collegamento con Cremona che passasse per San Secondo Parmense e Roccabianca.
Nel 1885 il Consorzio cedette allo Stato la concessione per la linea, avvalendosi della possibilità offerta dalla legge nº 3048 del 27 aprile 1885 con la quale lo Stato si sarebbe assunto l'onere di costruire la linea. Con l'arrivo di Francesco Crispi al governo, però, fu avviato un piano di contenimento delle spese statali che portò al rinvio della costruzione della linea.

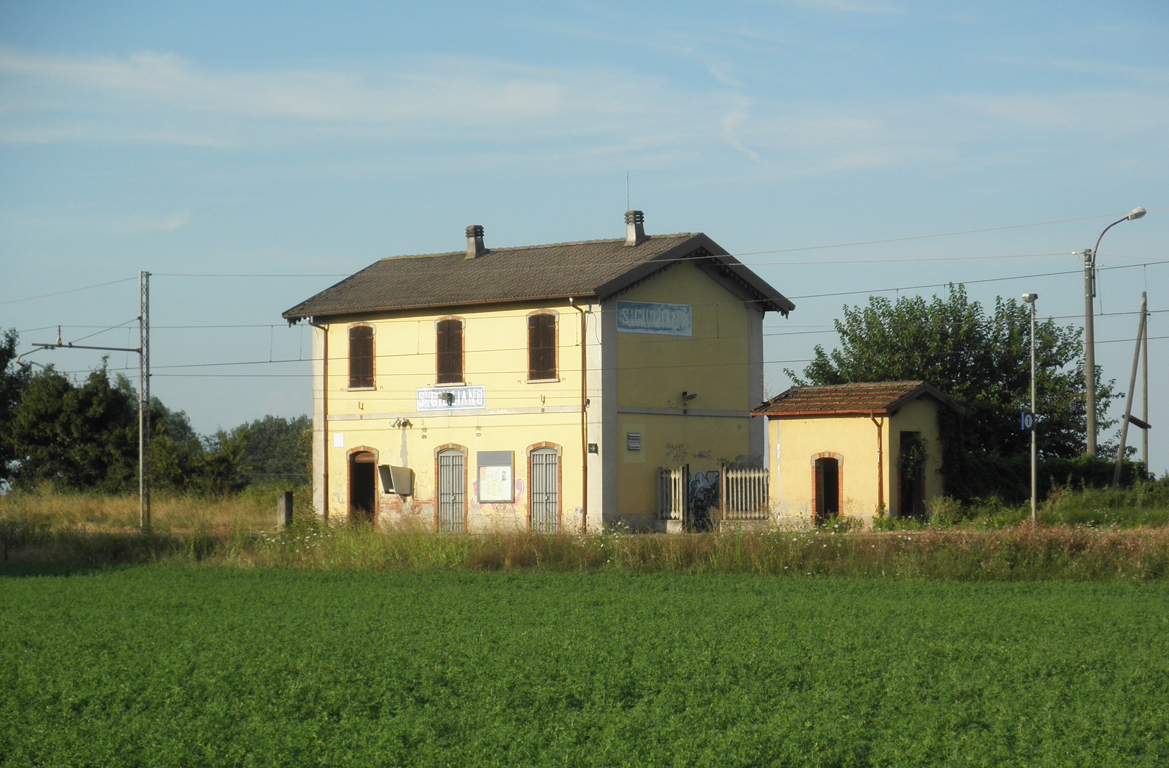
La fermata di San Giuliano Piacentino negli anni duemila

Il Consorzio dovette quindi riassumere la costruzione della linea, potendo contare solo sulle sovvenzioni statali chilometriche. Nel 1903 il Consorzio della ferrovia Cremona-Borgo San Donnino ottenne una nuova concessione, insieme al subconcessionario ditta Alexis Duparchy di Parigi.
La linea fu inaugurata il 12 settembre 1906 sotto la gestione della Società Italiana Ferrovie e Tramvie (SIFT), subentrata nel frattempo al Duparchy. Nel 1912 la concessione fu riscattata dallo Stato e la linea venne incorporata nella rete FS.
Mutato nel 1927 nome in Fidenza uno dei capilinea, nel 1933 il piazzale della stazione di Castelvetro fu profondamente modificato in concomitanza con l'inaugurazione della ferrovia Piacenza-Cremona. I bombardamenti subiti durante la seconda guerra mondiale comportarono nel 1944 la distruzione del ponte sul Po, con conseguente interruzione della linea, riaperta all'esercizio solo nel 1947.
La trazione elettrica venne attivata il 27 maggio 1979.
Nei mesi da giugno a settembre 2018 la linea è stata chiusa al traffico ferroviario (con tutti i treni sostituiti da autobus) per lo svolgimento di importanti lavori di riqualificazione, con il rinnovo di binari e traversine, il consolidamento della massicciata e la sostituzione dei passaggi a livello più problematici.
Ultimati i lavori di riqualificazione - terminati nel mese di settembre 2018 - la linea è ritornata operativa e attualmente, nell'orario di Trenitalia Tper, sono presenti 11 coppie di treni tra Fidenza e Cremona; negli orari serali la tratta è servita da bus sostitutivi.

## Caratteristiche
Il percorso della ferrovia, il cui gestore è Rete Ferroviaria Italiana, risulta quasi del tutto pianeggiante ed è lungo 33,893 chilometri. La linea è interamente a binario unico con scartamento ordinario di 1 435 mm ed elettrificata alla tensione di 3000 volt in corrente continua.
L'intera linea è gestita dal 7 aprile 1993 con controllo centralizzato del traffico (CTC) grazie al telecomando degli enti a cura del dirigente centrale operativo (DCO) con sede a Milano Greco Pirelli ; il primo impianto dotato di apparato centrale elettrico a itinerari (ACEI) telecomandabile, attivato nel 1985, fu quello di Castelvetro.
Dotata nel 2004 del Sistema di Controllo Marcia Treni (SCMT), la Cremona-Fidenza fu interessata alla fine degli anni novanta dalla sperimentazione dell'analogo sistema ATC (Automatic Train Control) allora attivato nel nodo Cremonese.

### Percorso
| Continuation backward |

| Unknown route-map component "CONTgq" | Unknown route-map component "ABZg+r" |  |

| Station on track |

| Unknown route-map component "CONTgq" | Unknown route-map component "ABZgr" |  |

| Unknown route-map component "exCONTgq" | Unknown route-map component "eABZgr" |  |

|  | Unknown route-map component "eABZgl" | Unknown route-map component "exCONTfq" |

| Unknown route-map component "hKRZWae+GRZq" |

| Station on track |

| Unknown route-map component "uexCONTgq" | Unknown route-map component "emKRZ" | Unknown route-map component "uexCONTfq" |

| Unknown route-map component "CONTgq" | Unknown route-map component "ABZgr" |  |

| Unknown route-map component "SKRZ-Au" |

| Unknown route-map component "HSTeBHF" |

| Station on track |

| Small bridge over water |

|  | Straight track | Unknown route-map component "uexCONT1+f" |

|  | Station on track | Unknown route-map component "uexBHF" |

|  | Straight track | Unknown route-map component "uexCONT2+g" |

| Station on track |

| Unknown route-map component "CONTgq" | Unknown route-map component "KRZu" | Unknown route-map component "CONTfq" |

| Unknown route-map component "SKRZ-Au" |

| Unknown route-map component "KMW" |

| Unknown route-map component "CONTgq" | Unknown route-map component "ABZg+r" |  |

| Small bridge over water |

| Unknown route-map component "CONTgq" | Unknown route-map component "ABZg+r" |  |

| Station on track |

| Unknown route-map component "CONTgq" | Unknown route-map component "ABZgr" |  |

| Continuation forward |

Da Cremona la linea si dirama dalla ferrovia Codogno-Cremona, per dirigersi verso il Po, che funge da confine con l'Emilia-Romagna.

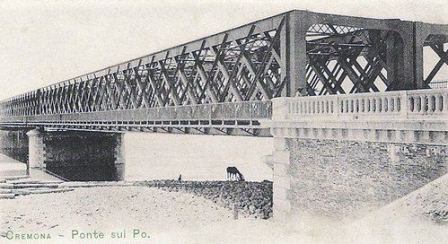
Ponte ferroviario sul Po

Il tratto fra Castelvetro Piacentino e Cremona si caratterizza per la presenza del ponte sul Po. Questo venne raddoppiato fra il 1984 e il 1990 grazie alla costruzione di un nuovo manufatto affiancato al precedente a cura delle officine SALC di Padova.
L'impianto di Castelvetro è località di diramazione con la già citata ferrovia per Piacenza. Fino al 1935 la linea incrociava, presso questa stazione, la tranvia a vapore Piacenza-Cremona.

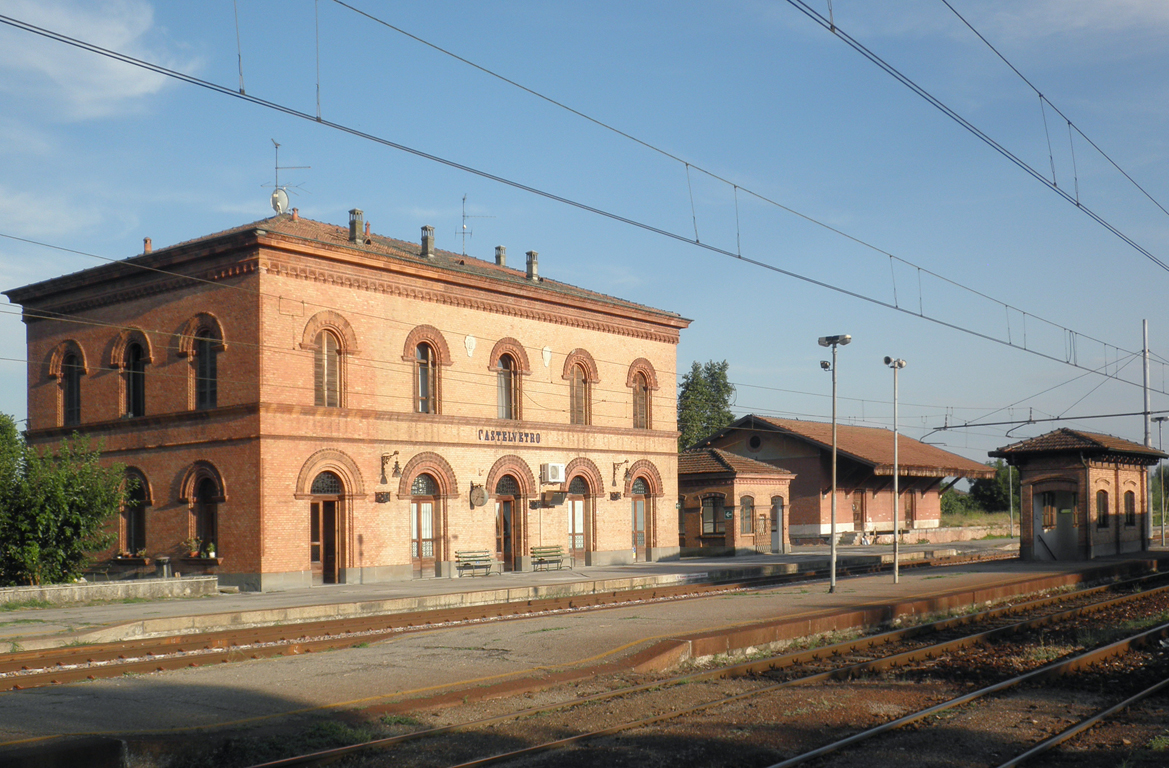
La stazione di Castelvetro

Superato il bivio, la linea prende un andamento prevalentemente rettilineo verso sud est e attraversa un paesaggio prevalentemente agricolo, incontrando dapprima la fermata di San Giuliano Piacentino e, poco dopo, la stazione di Villanova d'Arda.
Successivamente sono servite, con altrettante stazioni dedicate, la cittadina di Busseto, località interessata dal percorso delle tranvie Parma-Soragna-Busseto e Parma-San Secondo-Busseto, e Castione dei Marchesi, già frazione di Fidenza.
Dopo aver superato con un breve ponte il torrente Stirone, la linea entra dunque nel piazzale della stazione di Fidenza, ove ha termine.

## Traffico

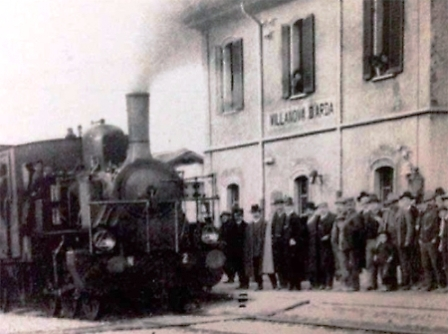
Treno a Villanova d'Arda, durante la gestione SIFT

La ferrovia è servita da treni regionali svolti da Trenitalia Tper nell'ambito del contratto di servizio sottoscritto con la Regione Emilia-Romagna, integrati da alcune coppie di autocorse sostitutive, che diminuiscono nei giorni festivi.
Il traffico a lunga percorrenza è costituito dalla relazione regionale periodica Freccia della Versilia di Trenord, che collega Bergamo a Pisa; in passato circolavano relazioni quali Brescia-Salsomaggiore Terme ed una coppia giornaliera di Eurostar Bergamo-Cremona-Roma, servizio soppresso nel 2010.
Dal 2019 il tratto tra la stazione di Fidenza e l'interconnessione con la linea ad alta velocità Milano-Bologna viene percorso dai treni ad alta velocità di Trenitalia che collegano Milano con la costa adriatica effettuando fermata a Parma, Reggio Emilia e Modena; originariamente commercializzate come Frecciargento, tra il 2021 e il 2022 tali corse sono state convertite alla categoria Frecciarossa.

## Materiale rotabile
Per la gestione dei servizi sulla linea la SIFT si dotò di 3 locomotive Breda, immatricolate 1-3 e di un parco costituito da 19 carrozze passeggeri e 22 carri merci. Subentrate nella gestione, le FS incorporarono le locomotive nel proprio parco come gruppo 870.
In seguito prestarono servizio sulla linea locomotive a vapore e automotrici FS di vari gruppi, in particolare ALe 582 e ALe 642. Da dicembre 2019 il servizio è svolto dagli elettrotreni ETR 103 "Pop".